# Fitatsia hypsipylae
Fitatsia hypsipylae är en stekelart som beskrevs av Kamath 1972. Fitatsia hypsipylae ingår i släktet Fitatsia och familjen brokparasitsteklar. Inga underarter finns listade i Catalogue of Life.